# 邵武城墙
邵武城墙，位于中国福建省邵武市，1950年后大部拆除，尚存北面、东面墙段及北门（樵溪门）、东门（行春门）。1981年，樵溪门列入邵武市文物保护单位。

## 历史
宋太平兴国四年(979年)，置邵武军，筑土城，设7门：东为行春门，西为朝天门，南为武德门，北为北门，东北为小东门，西北为车阑门，西南为樵岚门。元初，宋城遭毁。至正十八年（1358年）改建邵武城，规模小于宋城，设四门：东为行春门，西为镇安门，南为武宁门，北为樵溪门。至正二十四年（1364年）重修城垣，外包砖石。
明洪武初，重修元城墙。洪武五年（1373年），增建门楼四座，敌楼46座。
1950年后，邵武城墙大部拆除，仅存东、北两面。1986年，重修樵溪门，并建城楼。